# James W. McDill
James W. McDill (Monroe, 1834. március 4. – Creston, 1894. február 28.) az Amerikai Egyesült Államok szenátora (Iowa, 1881–1883).